# Światowa Federacja Związków Zawodowych
Światowa Federacja Związków Zawodowych – ŚFZZ (ang. World Federation of Trade Unions – WFTU), (fr. Fédération Syndicale Mondiale – FSM) – międzynarodowa centrala związkowa, założona w październiku 1945 w Paryżu. W 1949 r., na tle kontrowersji względem Planu Marshalla, wystąpiły z niej związki, które utworzyły Międzynarodową Konfederację Wolnych Związków Zawodowych. W drugiej połowie XX w. ŚFZZ była, co prawda, największą centralą związkową, jednakże zrzeszającą głównie związki afiliowane lub sympatyzujące z partiami komunistycznymi. W kontekście zimnej wojny była przedstawiana i odbierana jako radziecka organizacja frontowa. W tym samym okresie w wyniku nieporozumień ideologicznych wystąpiły z niej organizacje związkowe ChRL i Jugosławii. Po 1990 liczba organizacji afiliowanych zmalała. Obecnie do ŚFZZ należy łącznie ok. 80 mln członków w 120 krajach.
W latach 1956–2005 siedziba ŚFZZ znajdowała się w Pradze, a od stycznia 2006 roku – w Atenach. Współcześnie organizacja skupia się na organizowaniu regionalnych federacji związków zawodowych głównie w krajach Trzeciego Świata, na prowadzeniu kampanii przeciwko imperializmowi, rasizmowi, biedzie, degradacji środowiska naturalnego i wyzyskowi pracowników w kapitalizmie. Jej działalność opiera się na zasadach klasowo-zorientowanego ruchu związków zawodowych. Prowadzi także kampanie w obronie pełnego zatrudnienia, zabezpieczenia społecznego, ochrony zdrowia i praw związkowych. ŚFZZ poświęca dużo swojej energii na organizację konferencji, wydawania oświadczeń i stanowisk oraz tworzeniu materiałów edukacyjnych.
W ostatnich latach ŚFZZ zanotowało kilka sukcesów organizacyjnych pozyskując wiele znaczących związków zawodowych z kontynentu europejskiego (gdzie obiektywnie, od czasu upadku „Bloku wschodniego”, ŚFZZ jest najsłabsza w zakresie reprezentacji), m.in.: brytyjski Krajowy Związek Zawodowy Kolejarzy, Marynarzy i Pracowników Transportu (RMT) czy włoską Unię Zakładowych Związków Zawodowych (USB). We Francji branżowa struktura pracowników przemysłu spożywczego Powszechnej Konfederacji Pracy (CGT) zgłosiła swój akces do ŚFZZ, a dwie zakładowe organizacje sektora kolejowego CGT przystąpiły do ŚFZZ w 2013 r. Bliskie kontakty współpracy z ŚFZZ utrzymuje także branżowa struktura pracowników przemysłu chemicznego CGT, która w 2011 roku wydelegowała na Kongres w Atenach swoich przedstawicieli. W 2012 r. do ŚFZZ przystąpił także największy i najważniejszy związek zawodowy Republiki Południowej Afryki – Kongres Południowoafrykańskich Związków Zawodowych (COSATU).
ŚFZZ posiada status konsultacyjny przy Radzie Gospodarczo-Społecznej Narodów Zjednoczonych, jak i przy wielu agencjach NZ, m.in. Międzynarodowej Organizacji Pracy (International Labour Organization), UNESCO, Organizacji Narodów Zjednoczonych do spraw Wyżywienia i Rolnictwa (Food and Agriculture Organization).
Do ŚFZZ należały Centralna Rada Związków Zawodowych (do 1980) oraz Ogólnopolskie Porozumienie Związków Zawodowych (1985–1999).

## Struktura
Na każdym kontynencie Światowa Federacja Związków Zawodowych ma swoje biura regionalne (łącznie 8), a we wszystkich głównych sektorach gospodarki – swoje branżowe Międzynarodówki Związków Zawodowych (ang. TUI – Trade Union International):
- Międzynarodówkę Związków Zawodowych Pracowników Sektora Rolno-Spożywczego (z siedzibą w Paryżu),
- Międzynarodówkę Związków Zawodowych Pracowników Sektora Banków i Ubezpieczeń (z siedzibą w New Delhi),
- Międzynarodówkę Związków Zawodowych Pracowników Budownictwa, Przemysłu Drzewnego, Produkcji Materiałów Budowlanych i Przemysłów Pokrewnych (z siedzibą w Helsinkach),
- Międzynarodówkę Związków Zawodowych Pracowników Przemysłu Energetycznego (z siedzibą w Meksyku),
- Międzynarodówkę Związków Zawodowych Pracowników Górnictwa i Metalurgii (z siedzibą w San Sebastián),
- Międzynarodówkę Związków Zawodowych Pracowników Usług Publicznych (z siedzibą w São Paulo),
- Międzynarodówkę Związków Zawodowych Pracowników Hotelarstwa i Turystyki (z siedzibą w Atenach),
- Międzynarodówkę Związków Zawodowych Pracowników Transportu (z siedzibą w Lizbonie),
- Światową Federację Związków Zawodowych Nauczycieli (z siedzibą w Dhace).

## Sekretarze Generalni
- Louis Saillant (1945–1969)
- Pierre Gensous (1969–1978)
- Enrique Pastorino (1978–1980)
- Ibrahim Zakaria (1980–1990)
- Aleksander Zarikow (1990–2005)
- Jorgos Mawrikos (od 2005)

## Kongresy
- I Światowy Kongres Związków Zawodowych – Paryż (Francja), 3 października – 8 października 1945
- II Światowy Kongres Związków Zawodowych – Mediolan (Włochy), 29 czerwca – 9 lipca 1949
- III Światowy Kongres Związków Zawodowych – Wiedeń (Austria), 10 października – 21 października 1953
- IV Światowy Kongres Związków Zawodowych – Lipsk (NRD), 4 października – 15 października 1957
- V Światowy Kongres Związków Zawodowych – Moskwa (ZSRR), 4 grudnia – 15 grudnia 1961
- VI Światowy Kongres Związków Zawodowych – Warszawa (Polska), 8 października – 22 października 1965
- VII Światowy Kongres Związków Zawodowych – Budapeszt (Węgry), 17 października – 31 października 1969
- VIII Światowy Kongres Związków Zawodowych – Warna (Bułgaria), 15 października – 22 października 1973
- IX Światowy Kongres Związków Zawodowych – Praga (Czechosłowacja), 16 kwietnia – 23 kwietnia 1978
- X Światowy Kongres Związków Zawodowych – Hawana (Kuba), 10 lutego – 15 lutego 1982
- XI Światowy Kongres Związków Zawodowych – Berlin (NRD), 16 września – 22 września 1986
- XII Światowy Kongres Związków Zawodowych – Moskwa (ZSRR), 13 listopada – 19 listopada 1990
- XIII Światowy Kongres Związków Zawodowych – Damaszek (Syria), 22 listopada – 26 listopada 1994
- XIV Światowy Kongres Związków Zawodowych – New Delhi (Indie), 25 marca – 28 marca 2000
- XV Światowy Kongres Związków Zawodowych – Hawana (Kuba), 1 grudnia – 4 grudnia 2005
- XVI Światowy Kongres Związków Zawodowych – Ateny (Grecja), 6 kwietnia – 10 kwietnia 2011